# Ганс-Георг фон Фрідебург
Ганс-Георг фон Фрідебург (нім. Hans-Georg von Friedeburg; 15 липня 1895, Страсбург, Німецька імперія — 23 травня 1945, Мюрвик-Фленсбург, Третій рейх) — німецький військовий діяч часів Третього Рейху, генерал-адмірал Крігсмаріне. Кавалер Лицарського хреста Хреста Воєнних заслуг з мечами.  

## Біографія

### Перша світова війна
23 грудня 1914 року вступив в ВМФ у званні фенріх.
Учасник 1-ї світової війни, з 20 грудня 1914 року служив на лінійному кораблі «Кронпринц». 13 липня 1916 отримав звання лейтенанта.
4 грудня 1917 року перейшов до підводний флот і з 20 червня по 27 листопада 1918 року служив вахтовим офіцером на підводному човні U-114. За бойові заслуги нагороджений Залізним хрестом 1-го і 2-го класу.
З 28 листопада 1918 року в інспекції підводного флоту.
З 16 грудня 1918 року вахтовий офіцер на легкому крейсері «Регенсбург», з 16 жовтня 1919 року — крейсера «Кенігсберг».

### Міжвоєнна служба
З 1 червня 1920 року ад'ютант корабельної кадрованій дивізії «Нордзе», з 7 вересня 1920 року — на крейсері «Гамбург». З лютого 1922 року служив в частинах берегової оборони. З 21 грудня 1924 по 1 квітня 1925 року і з 30 травня 1925 по 30 червня 1927 року — вахтовий і торпедний офіцер на крейсері «Гамбург», в 1925 році інструктор торпедної школи.
З 23 квітня 1929 року офіцер зв'язку ВМС при командуючому I військовим округом (Східна Пруссія).
З 16 червня 1932 року перебував референтом при Курт фон Шлейхер. 1 лютого 1933 призначений ад'ютантом Еріха Редера та 1 квітня підвищений до звання капітана 3-го рангу.
З 1934 року — в штабі командування флоту, потім військово-морський ад'ютант військового міністра Вернера фон Бломберга.
З 30 вересня 1936 1-й офіцер легкого крейсера «Карлсруе». З 17 березня 1938 року офіцер Адмірал-штабу при командуючому німецькими ВМС в Іспанії. З 2 листопада 1938 року офіцер Адмірал-штабу при штабі командувача охороною Північного моря.
6 лютого 1939 переведений в розпорядження командувача підводним флотом. Найближчий співробітник Карла Деніца. З 6 червня по 8 липня 1939 командував підводним човном U-27.

### Друга світова війна
З 25 вересня 1939 року начальник Організаційного відділу штабу командувача підводним флотом.
З 12 вересня 1941 року — 2-й командувач підводним флотом. Після призначення Деніца головнокомандувачем ВМС Фрідебург 30 січня 1943 року було призначено командувачем адміралом підводним флотом (Деніц зберіг за собою пост командувача підводним флотом), фактично в руках Фрідебург зосередилося все керівництво підводними силами Німеччини. Користувався безумовною довірою і підтримкою Деніца.
Після призначення Деніца рейхспрезидентом Німеччини Фрідебург з 1 травня 1945 року був головнокомандуючим німецьким ВМС. 4 травня 1945 року підписав Акт про часткову капітуляцію вермахту на північному просторі Німеччини. 7 травня 1945 разом з генералом Альфредом Йодлем в Реймсі підписав Акт про беззастережну капітуляцію Німеччини. 9 травня 1945 року на вимогу радянського командування, яке не визнало капітуляцію 7 травня, разом з генерал-фельдмаршалом Вільгельмом Кейтелем і генерал-полковником авіації Гансом-Юргеном Штумпфом підписав в Потсдамі Акт про беззастережну капітуляцію Німеччини. Потім повернувся в штаб-квартиру уряду Деніца в морському училищі в Мюрвіке.
Перед арештом уряду покінчив життя самогубством. Наступником Фрідебурга на посаді головнокомандувача німецьких ВМС союзники призначили генерал-адмірала Вальтера Вайцеху, який демобілізував німецький флот.

## Особисте життя
У Фрідебурга були двоє синів: Людвіг (1924—2010) та Фрідріх (1926—1991). Обидва служили офіцерами підводниками.

## Нагороди
Військова кар'єра
- 1 квітня 1914 — кандидат-офіцер ВМС
- 23 грудня 1914 — фенріх ВМС
- 1915 — обер-фенріх ВМС
- 13 липня 1916 — лейтенант-цур-зее
- 28 вересня 1920 — обер-лейтенант-цур-зее
- 1 липня 1925 — капітан-лейтенант
- 1 квітня 1933 — корветтен-капітан
- 1 січня 1937 — фрегаттен-капітан
- 1 січня 1939 — капітан-цур-зее
- 1 вересня 1942 — контр-адмірал
- 1 лютого 1943 — віце-адмірал
- 1 квітня 1943 — адмірал
- 1 травня 1945 — генерал-адмірал

- Залізний хрест
  - 2-го класу (30 червня 1916)
  - 1-го класу (23 вересня 1919)
- Лицарський хрест Ордена Церінгенського лева 2-го класу з мечами (6 травня 1918)
- Орден Святого Йоанна (Бранденбург), почесний лицар (20 листопада 1926)

- Почесний хрест ветерана війни з мечами (15 жовтня 1934)
- Медаль «За вислугу років у вермахті»
  - 4-го, 3-го і 2-го класу (18 років; 2 жовтня 1936) — отримав 3 нагороди одночасно.
  - 1-го класу (25 років; 1 квітня 1939)
- Орден «Святий Олександр», офіцерський хрест (Третє Болгарське царство; 1 вересня 1936)
- Орден Хмар і Прапора 4-го класу (Китай; 1 травня 1937)
- Іспанський хрест у сріблі (6 червня 1939)
- Медаль «У пам'ять 1 жовтня 1938 року» (20 грудня 1939)

- Застібка до Залізного хреста
  - 2-го класу (13 лютого 1940)
  - 1-го класу (5 квітня 1940)
- Орден Корони Італії, командорський хрест (11 березня 1941)
- Хрест Воєнних заслуг 2-го і 1-го класу з мечами
- Німецький хрест в сріблі (6 червня 1942)
- Орден Священного скарбу 1-го класу (Японська імперія; 19 вересня 1944)
- Лицарський хрест Хреста Воєнних заслуг з мечами (17 січня 1945)

## Галерея

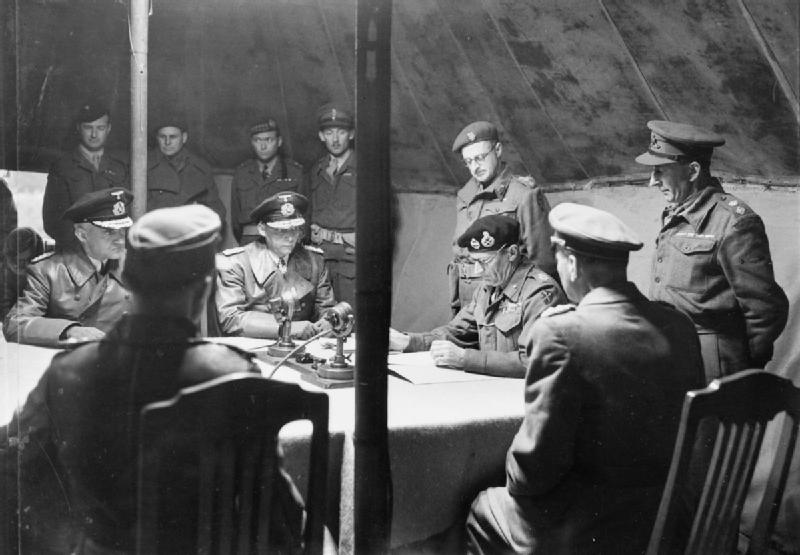
Бернард Монтгомері (сидить праворуч) і фон Фрідебург підписують попередній Акт про капітуляцію Німеччини (7 травня 1945)
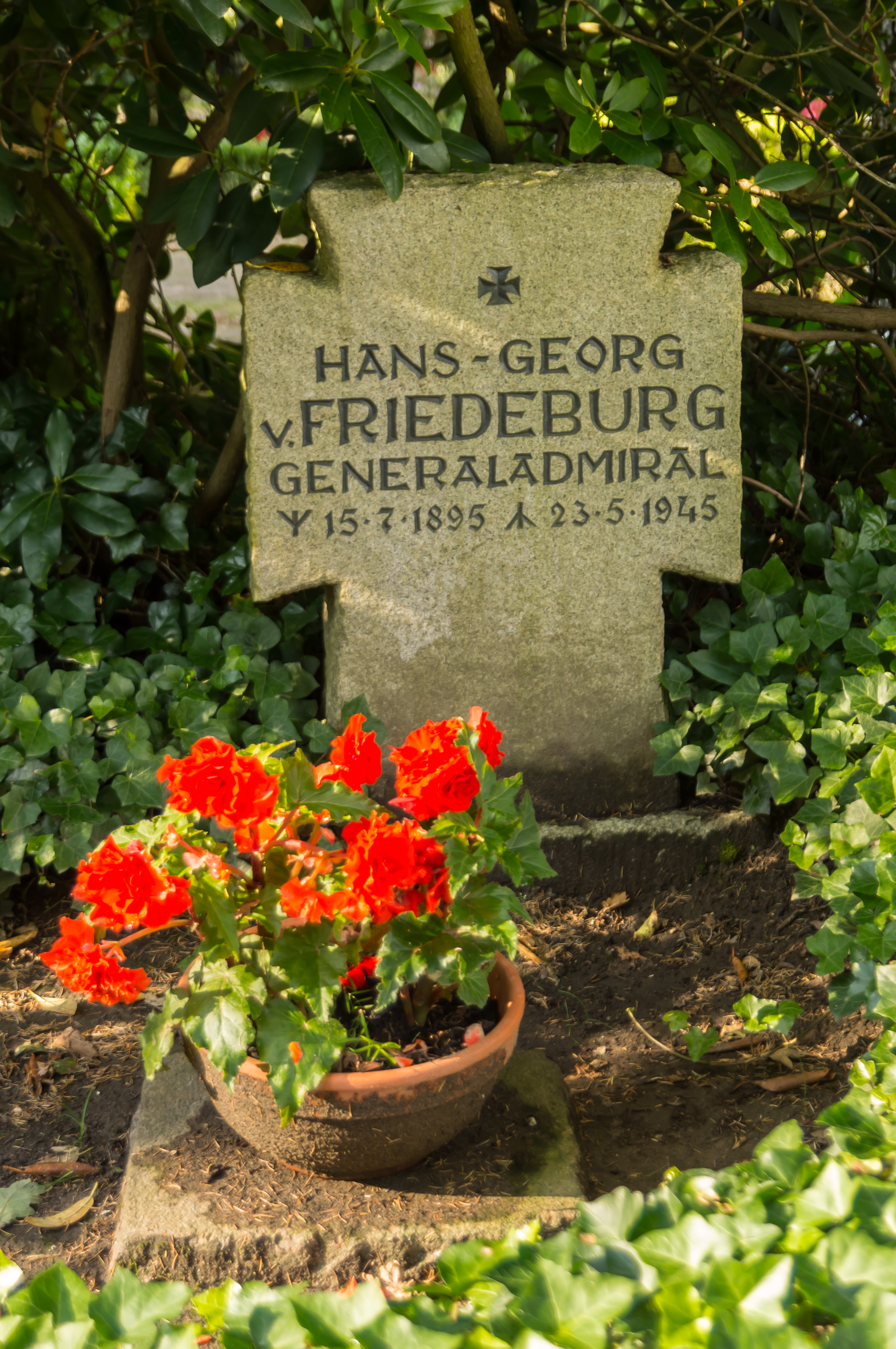
Могила Фрідебурга